# Juan Enrique Miquel Muñoz
Juan Enrique Miquel Muñoz (1942) es un abogado y político chileno, fue militante del Partido Demócrata Cristiano (PDC), posteriormente del partido Izquierda Cristiana (IC) y, finalmente del Partido Socialista (PS). Se desempeñó como subsecretario de Obras Públicas durante el gobierno del presidente Patricio Aylwin, entre 1990 y 1994.
Hijo de Juan Miguel Sosa y Leontina Muñoz Hormazábal. Se casó con la abogada y académica María Ester Feres Nazarala, quien fuera directora nacional del Trabajo, entre 1994 y 2004. De su matrimonio tuvo un hijo llamado Juan José.